# Cañón sin retroceso autopropulsado Tipo 60 106 mm
El cañón sin retroceso autopropulsado Tipo 60 106 mm (60式自走無反動砲 roku-maru-shiki-jisou-muhandou-hou?) o Tipo 60 106 mm, es un cazacarros desarrollado en Japón a fines de la década de 1950. Su armamento principal consiste en dos cañones sin retroceso M40 de 105 mm.  

## Desarrollo
A mediados de la década de 1950, el Ejército japonés contrató a la Komatsu (SS1) y a las Industrias Pesadas Mitsubishi (SS2) para que cada empresa produzca un prototipo de cazacarros propulsado por un motor diésel de 150 CV y armado con dos cañones sin retroceso de 105 mm. Los prototipos fueron suministrados en 1956. Se construyó una segunda serie de prototipos armados con cuatro cañones sin retroceso, pero la adopción del cañón sin retroceso M40 estadounidense obligó a montar solo dos cañones. El Tipo 60 106 mm fue diseñado para emboscar tanques enemigos, por lo cual la instalación de cuatro cañones habría incrementado la altura del vehículo. La Komatsu construyó una tercera serie de prototipos más pesados, designados como SS4, equipados con un motor más potente, caja de cambios y embragues nuevos, así como una caja de cambios auxiliar de dos marchas. Estos últimos entraron en servicio en setiembre de 1960.
A partir de 1974, fueron equipados con un motor diésel enfriado por aire Komatsu SA4D105 de cuatro cilindros y 150 CV.    

## Operación

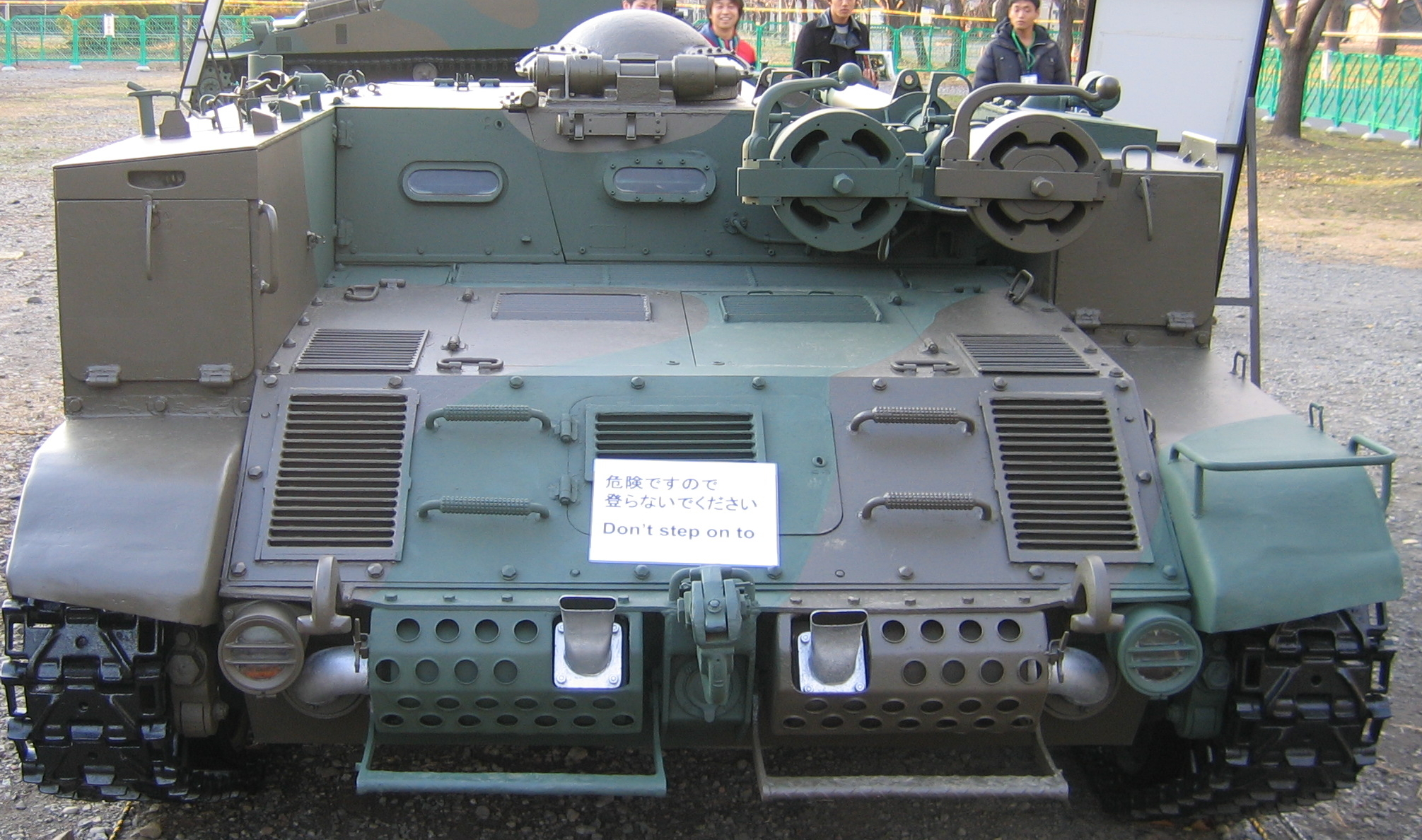
Vista posterior del Tipo 60 106 mm del Museo de armas antiguas Sinbudai, Camp Asaka, Japón.

El comandante va sentado a la izquierda de los dos cañones, con su puesto unido al afuste de estos, por lo que se mantiene a la misma altura cuando son elevados para disparar. Los M40 pueden dispararse estando a nivel, pero su elevación está limitada entre -5° y +10°. El mecanismo de elevación es accionado manualmente y permite a los cañones girar 30° a cada lado. El cargador va sentado a la izquierda del comandante y debe salir a través de su escotilla que se abre hacia atrás para recargar los cañones sin retroceso, estando encima del capó del motor del vehículo.
El Tipo 60 106 mm solamente podía transportar seis proyectiles a bordo.
En 2001, Japón informó a la Oficina de Asuntos de Desarme de las Naciones Unidas que tenía en servicio 140 Tipo 60 106 mm.

## Vehículos similares
- M50 Ontos